# GPCR (기업)
주식회사 GPCR은 항암제 개발 대한민국의 기업이다.

## 역사
2013년 LG화학(옛 LG생명과학) 책임연구원 출신인 신동승 대표와 허원기 서울대 생명과학부 교수가 공동 창업하였다.
2023년 12월 12일, 대신증권을 주관사로 코스닥 기술특례상장을 준비한 적이 있었으나, 2024년 6월 3일자로 철회하였다.

### 내용주
1. ↑   G Protein-Coupled Receptor